# Aperatos
Aperatos (gr. Απέραθος) lub Apirantos (gr. Απείρανθος) – górzysta miejscowość w Grecji, na wyspie Naksos, w administracji zdecentralizowanej Wyspy Egejskie, w regionie Wyspy Egejskie Południowe, w jednostce regionalnej Naksos, w gminie Naksos i Mikres Kiklades. W 2011 roku liczyła 722 mieszkańców.